# Beni Redžić
Beni Redžić (Carrollton, Texas, 26 de septiembre de 2002) es un futbolista bosnio nacido en los Estados Unidos.

## Trayectoria

### North Texas Soccer Club
Redžić hizo su debut en la USL Championship con el North Texas Soccer Club, equipo reserva del F. C. Dallas, el 25 de julio de 2020, anotando el gol de la victoria como local sobre el Forward Madison. El marcador final fue de 2-1.

### Football Club Dallas
El 9 de abril de 2021, Redžić firmó su primer contrato de jugador local con el Football Club Dallas.